# Mário Fernandes
Mário Figueira Fernandes (* 19. září 1990, São Caetano do Sul, Brazílie) je ruský fotbalový obránce a reprezentant brazilského původu, který aktuálně hraje v klubu CSKA Moskva. V červenci 2016 získal ruské občanství.
Jeho bratrem je fotbalista Jô Fernandes.

## Klubová kariéra
Fernandes začal svou profesionální kariéru v brazilském klubu Grêmio. V létě 2012 odešel do ruského celku CSKA Moskva, s nímž nasbíral řadu domácích trofejí.

## Reprezentační kariéra
V A-mužstvu Brazílie debutoval 14. 10. 2014 v přátelském zápase v Singapuru proti týmu Japonska (výhra 4:0).